# Янтра (Габровская область)
Янтра (болг. Янтра) — село в Болгарии. Находится в Габровской области, входит в общину Дряново. 
Расположено на реке Янтра (правый приток Дуная).
Население составляет 112 человек.

## Политическая ситуация
Янтра подчиняется непосредственно общине и не имеет своего кмета.
Кмет (мэр) общины Дряново — Иван Илиев Николов (независимый) по результатам выборов в правление общины.